# Most Kassuende
Most Kassuende – most w Mozambiku w mieście Tete. Prace nad projektem rozpoczęto 1 kwietnia 2011 roku, a został zbudowany w 2014 roku.

## Konstrukcja
Most ma 1586 metrów długości i 14,53 metrów szerokości. Składa się z trzech części: głównego przęsła o długości 716 metrów i dwóch wiaduktów dojazdowych o długości 435 metrów. Na moście znajdują się dwa pasy ruch oraz pobocze. W konstrukcji wykorzystano wsporniki.